# 江戸相撲明和3年3月場所
江戸相撲明和3年3月場所（えどすもうめいわ3ねん3がつばしょ）は、明和3年（1766年）3月に開催された江戸相撲（大相撲の前身）の本場所。興行場所は芝神明神社。

## 幕内番付・星取表
| 東               | 東               | 東             | 番付      | 西             | 西                  | 西   |
| 備考             | 成績             | 力士名         | 番付      | 力士名         | 成績                | 備考 |
| ---------------- | ---------------- | -------------- | --------- | -------------- | ------------------- | ---- |
| 新大関（第24代） | 全休             | 鷲ヶ渕荒右エ門 | 大関      | 洞ヶ嶽浜右エ門 | 2敗7休              |      |
|                  | 2勝1敗6休        | 鰭ヶ嶽岸右エ門 | 関脇      | 磯碇平左エ門   | 2勝3敗4休           |      |
|                  | 5勝1分1預1無勝負 | 出水川貞右エ門 | 小結      | 艫綱良助       | 全休                |      |
|                  | 4勝3敗1分1休     | 荒瀧吾太夫     | 前頭筆頭  | 玉垣鷲之助     | 3勝1敗1分2無勝負1休 |      |
|                  | 4勝2敗1預2休     | 雪見山堅太夫   | 前頭2枚目 | 関ノ戸億右エ門 | 5勝2敗1預1休        |      |
|                  | 4勝3敗1無勝負2休 | 置塩川巻右エ門 | 前頭3枚目 | 越ノ海福松     | 5勝2敗2分           |      |
|                  | 3勝5敗1休        | 虎ヶ嶽□右エ門  | 前頭4枚目 | 大童子峰右エ門 | 1勝5敗3休           |      |
|                  | 2勝3敗1分3休     | 餝間津浪之助   | 前頭5枚目 | 荒熊沢右エ門   | 3勝5敗1休           |      |

## 備考
- 江戸相撲は8日間興行が普通だったが、この場所は9日間興行となっている。
- この時代の江戸相撲においては優勝力士という概念は存在していないが、後に定められた優勝制度を遡って準用することができる。本場所においては、出水川が優勝に相当する力士であるとみなすことができる。